# جيري ريفيرا
جيري ريفيرا (ولد جيراردو ريفيرا رودريغيز في 31 يوليو 1973 ) هو مغني وكاتب أغاني سالسا بورتوريكي.

## روابط خارجية
- جيري ريفيرا في موقع موسيقى بورتوريكو نسخة محفوظة 10 نوفمبر 2005 على موقع واي باك مشين.
- Jerry Rivera's Official Website at the Library of Congress (نسخة محفوظة November 13, 2002) مكتبة